# Zardón
Zardón és una parròquia del conceyu asturià de Cangues d'Onís. Té una extensió de 12,05 km² i una població de 114 habitants. Es troba a una alçada de 162 metres sobre el nivell de la mar.
Comprèn les localitat homònima de Zardón i les de Bustuvela, Ixena i Santianes d'Ola.

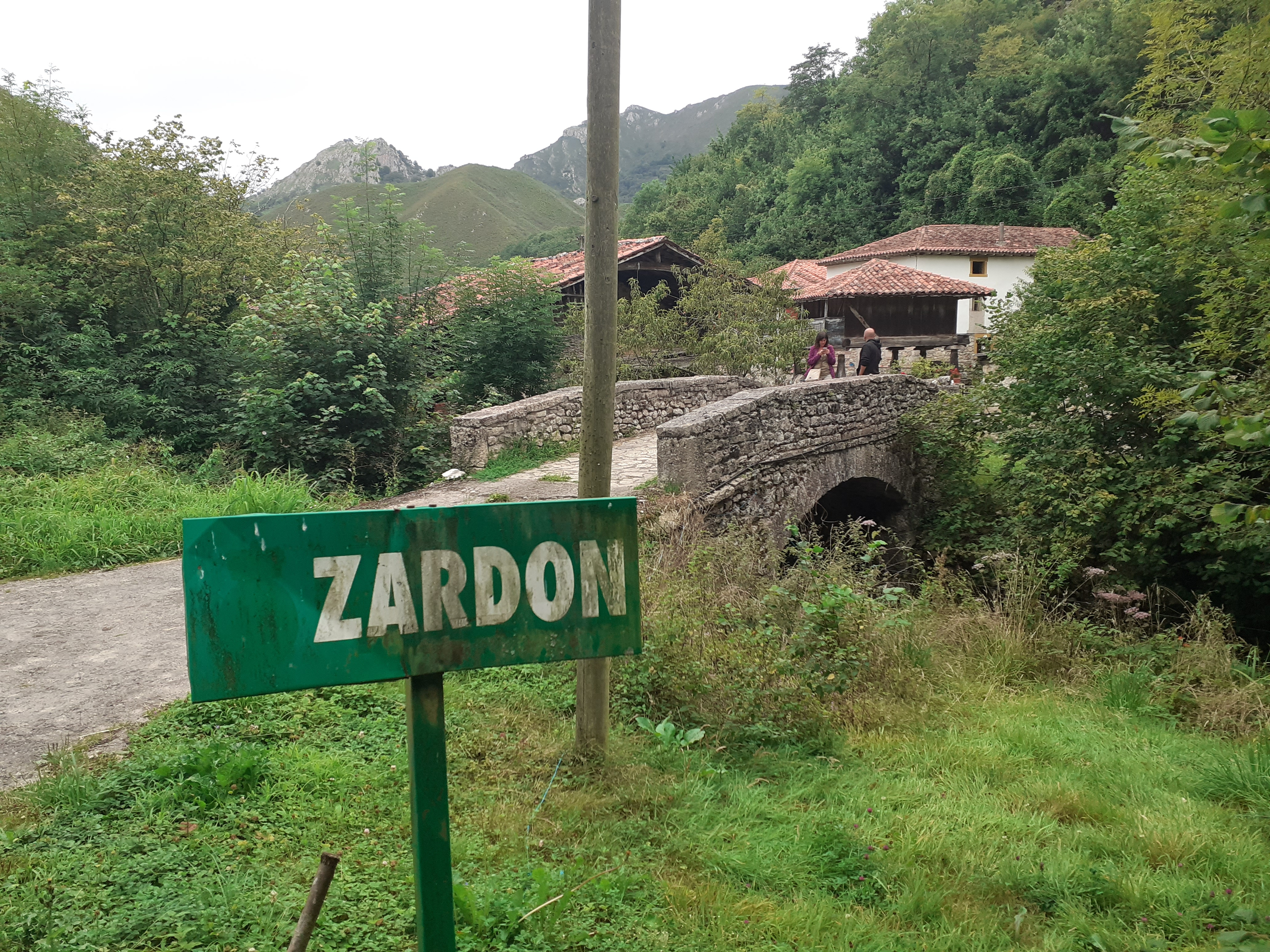
Pont a Zardón
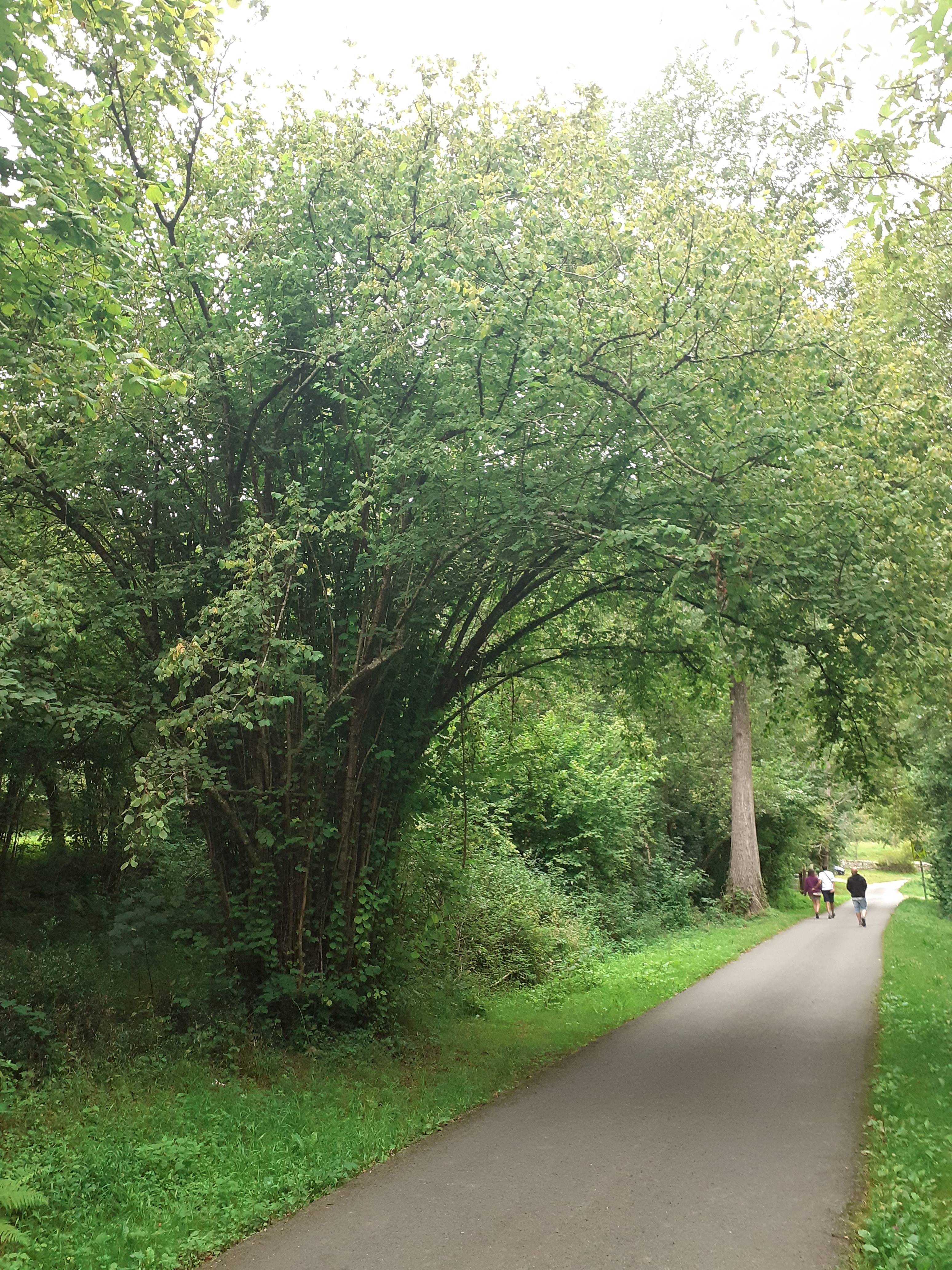
Camí a Zardón, amb un gran avellaner